# جینچیووفکا
جینچیووُفکا (به لهستانی:  Dzięciołówka) یک روستا در لهستان است که در گمینا کورچین واقع شده‌است.